# Pokémon Gold i Silver
Pokémon Gold i Silver naslovi su drugih po redu Pokémon RPG igara, nasljeđujući Pokémon Red, Blue i Yellow inačice. Razvila ih je tvrtka Game Freak, a izdala tvrtka Nintendo za dlanovnu Game Boy konzolu. U prodaju su prvi put puštene u Japanu, 1999. godine. Kasnije su puštene u ostatku svijeta; 2000. godine u Australiji i Sjevernoj Americi i 2001. godine u Europi. Pokémon Crystal, posebna inačica ove generacije, namijenjena igranju na Game Boy Color dlanovnoj konzoli, puštena je godinu dana kasnije u svakoj od navedenih regija. Tri navedene igre (Pokémon Gold, Silver i Crystal) tvore drugu generaciju Pokémon videoigara.
Zbivanja unutar igre smještena su u izmišljenoj regiji imena Johto, koja je stanište za stotinu novih vrsta Pokémona, te prate napredak središnjeg lika, Golda, u njegovom naumu da postane majstor Pokémon borbi. Dvije su igre neovisne jedna o drugoj te, iako se mogu igrati zasebno, igrač je primoren vršiti razmjenu među njima i među njihovim prethodnicama kako bi u potpunosti popunio Pokédex. Johto saga Pokémon animirane serije temelji se na određenim zapletima unutar same igre.
Pokémon Gold i Silver inačice nastavile su sa značajnim uspjehom svojih prethodnica dok se Pokémon franšiza počela rasti u milijune dolara vrijedno udruženje. Igre su gotovo dostigle prodaju Pokémon Red i Blue inačica, te se zajedno prodale u milijunima kopija diljem svijeta.

## Smještaj i zaplet
Pokémon Gold i Silver inačice odvijaju se u Johtu, izmišljenoj regiji osmišljenoj po uzoru na Kansai i Tokai regije Japana. Ovo je nezavisna regija od brojnih kasnijih regija koje su se pojavile s napretkom igara. Regija uključuje sedam velegradova i tri grada, uz različita zemljopisna mjesta i Staze koje međusobno povezuju sva mjesta. Neka su područja unutar igre pristupačna samo nakon što igrač nauči posebnu sposobnost ili dobije poseban predmet; primjerice, igrač mora dobiti Skrivenu tehniku (HM) Surfanja (Surf), koja igraču dopušta da surfa na određenom Pokémonu preko mora, kako bi došao do Cianwood otoka.
Glavni protagonist igara Pokémon Gold i Silver kojim igrač upravlja, imena Gold, mladi je dječak koji živi u gradu New Barku. Na početku igre, igrač odabire jednog od triju početnih Pokémona (Chikorita, Totodile ili Cyndaquil) od profesora Elma. Igračev protivnik, Silver, ukrast će Pokémona profesora oaka i postati igračev glavni protivnik, boreći se s njim na određenim dijelovima igre.
Glavni cilj igre jest postati najbolji Pokémon trener Johto i Kanto regije, što igrač postiže odgajanjem Pokémona, poražavanjem osmero Vođa dvorana u Johto regiji te izazivanjem i pobjeđivanjem Elitne četvorke i Šampiona, te pobjeđivanjem osmero Vođa dvorana u Kanto regiji. Naposljetku, igrač se može suočiti s Redom na samom kraju Planine Silver. Također, igrač se kroz igru mora boriti protiv sila Tima Raketa, zločinačke organizacije koja zlostavlja Pokémone.

## Igranje igre
Poput Pokémon Red, Blue, Yellow te brojnih ostalih dlanovnih RPG videoigara, Pokémon Gold i Silver igraju se u perspektivi treće osobe, te igrač izravno upravlja protagonista uokolo izmišljenog svijeta, komunicirajući s ljudima i objektima. Kako igrač istražuje svijet, on ili ona nailazit će na različite oblike zemljišta, poput travnatih polja, šuma, spilja i mora; u kojima obitavaju različite vrste Pokémona. Kada igrač nasumice naiđe na jedno od ovih bića, teren se mijenja u borbenu scenu na krugove, gdje se Pokémoni bore.
Postoje dva glavna cilja unutar igre: igrač može pratiti glavnu priču i pobijediti Elitnu četvorku i Reda te postati novi Šampion, i ispuniti Pokédex hvatanjem, razvijanjem i razmjenom kako bi sakupio svakog od 251 bića. Glavni aspekt toga jest razvijanje i odgajanje igračevih Pokémona kroz borbe s drugim Pokémonima, koje igrač pronalazi u divljini ili u timovima ostalih trenera unutar igre. Ovaj sustav sakupljanja bodova iskustva i podizanja razina, svojstven i sastavan dio svih Pokémon videoigara, kontrolira fizička svojstva Pokémona, poput dobivenih borbenih statistika i naučenih napada.

### Novi sadržaji
Dok Pokémon Gold i Silver inačice zadržavaju osnovne načine hvatanja, borbe i evoluiranja uvedenih u Pokémon Red i Blue inačicama, uvedeni su mnogi novi sadržaji. Primjerice, uveden je vremenski sustav, koji se koristi unutarnjim satom sa stvarnim vremenom. Na samom početku igre, igrač unosi vrijeme, dan u tjednu i vrijedi li ljetno računanje vremena. Dio dana (jutro, dan, noć) izravno utječe na određene događaje kao što je pojavljivanje Pokémona. Primjerice, Pokémon sova Hoothoot pojavljivat će se samo tijekom noći. Posebni događaji također su određeni danom u tjednu, kao što je primjerice natjecanje u hvatanju Pokémon kukaca, koji se održava samo utorkom, četvrtkom i subotom.
U ovim su inačicama uvedeni različiti novi predmeti. Neki su posebno oblikovani kako bi se iskoristio novi način igre – sposobnosti Pokémona da drži predmet. Bobice, nova skupina predmeta koja može povratiti Pokémonu zdravlje ili izliječiti status efekte, također su uvedene u ovoj generaciji igara. Drugi predmeti mogu osnažiti Pokémona tijekom borbe. Uvedene su i nove vrste Poké lopti, poput Mamac lopte (Lure Ball), koja je učinkovitija ako se koristi na Pokémonima koje igrač nailazi pecajući. Kako bi igrač dobio ovakve Poké lopte, mora obrati posebne Apricorn plodove s posebnih stabala diljem Johta, te će muškarac u gradu Azalea obraditi plodove i temeljem njihove boje dati igraču određen tip Poké lopte. Uvedena je i novi predmet zvan Poké opremom, koji istovremeno djeluje kao sat, karta, radio i telefon, omogućujući igraču da zove ostale NPC likove koji mu ponude svoj broj telefona. Neki će treneri zvati igrača radi ponovne borbe, dok će određeni treneri obavijestiti igrača o pojavi rijetkih Pokémona u određenom području.
Igre su također predstavile Raikoua, Enteija i Suicunea, nove vrste Legendarnih Pokémona koji lutaju Johto regijom, učestalo mijenjajući svoju lokaciju. Igrač ih može pratiti putem Pokédexa nakon što ih prvi put sretne, i u svakoj će narednoj borbi pokušati pobjeći, no zadržat će bilo koji gubitak HP-a ili status efekte. Istovremeno, u ovim su se inačicama prvi put pojavili Shiny Pokémoni. Ovakvi Pokémoni imaju drugačiju boju tijela od normalnih Pokémona iste vrste i pojavljuju se veoma rijetko.
Uvedene su dvije nove vrste Pokémona, Čelični Pokémoni i Mračni Pokémoni. Čelični Pokémoni imaju veoma visoku Defense statistiku i otporni su na brojne vrste, dok su Mračni Pokémoni otporni na Psihičke napade i učinkoviti protiv Psihičkih Pokémona i Pokémon Duhova. Ova su dva tipa poslužila kao ravnoteža Psihičkim Pokémonima, koji nisu imali značajne slabosti u prvoj generaciji igara. U inačicama Pokémon Gold i Silver uvedeni su mnogi novi napadi i tehnike, no Pokémoni koji su znali te tehnike nisu smjeli biti prebačeni u prethodne inačice. Kako bi se ispravio taj dio, uveden je NPC koji je sposoban izbrisati bilo koju tehniku po želji igrača. Uz to, neki su napadi promijenili vrstu, dok su određena međudjelovanja napada također izmijenjena. Primjerice, Ledeni napadi postali su neučinkoviti protiv Vatrenih Pokémona, dok su u prvoj generaciji činili normalnu štetu. Još jedna značajna promjena ove generacije igara bila je podjela Special statistike na Special Attack i Special Defense statistike, što je povećalo aspekte strategije.
Također, Pokémoni su dobili spolove, otvarajući novu opciju uzgajanja. S uvođenjem uzgajanja Pokémona, svaki je Pokémon postavljen u jednu ili dvije uzgajačke skupine. Kada mužjak i ženka koji dijele barem jednu uzgajačku skupinu bivaju ostavljeni u Centru za dnevnu njegu, ženka može leći jaje koje će se izleći u mladog Pokémona. Još jedan način lijeganja jajeta jest uzgajanje željenog Pokémona s Dittom, koji je neodređenog spola i razmnožit će se s bilo kojim Pokémonom koji je i sam sposoban razmnožavati se. Mladi će Pokémon naslijediti vrstu svoje majke (ili drugog Pokémona koji se razmnožio s Dittom), a tehnike od oca, koje se mogu naslijediti na različite načine. Legendarni Pokémoni, uz još neke vrste, ne mogu se razmnožavati s drugim Pokémonima i među sobom.

## Razvoj igre
1997. godine, Nintendo je na internet postavio prve detalje i slike svoje sljedeće Pokémon videoigre. U samom početku, igra je bila nazvana Pocket Monsters 2 Gold i Silver, i razvijena za Game Boy i Super Game Boy, a izlazak igre bio je planiran na kraju godine. Ipak, nijedna nova vijest kasnije nije bila objavljena, i igra nije bila puštena na kraju godine. Prateći godinu bez ikakvih novinskih izjava, službena je internet stranica tvrtke Nintendo bila osvježena novim informacijama o igrama Pokémon Gold i Silver. 
Kao što je to bio slučaj s inačicama Pokémon Red, Blue i Yellow, Ken Sugimori je još jednom bio odgovoran za stvaranje slika i dizajna stotinu novih Pokémona.

## Prihvat igre
Pokémon Gold i Silver nastavile su uspješnim stopama svojih prethodnica. U Sjedinjenim Američkim Državama, obje inačice zajedno prodane su u preko 1.4 milijuna kopija samo u prvom tjednu, srušivši rekord koji je postavila inačica Pokémon Yellow sa 600 000 prodanih kopija. Pokémon Gold i Silver naposljetku su se prodale u 6.91 milijuna kopija u Japanu. U Sjedinjenim Američkim Državama, prodane su u 7.6 milijuna kopija.
Kritike su većinskim dijelom bile pozitivne, te su brojni kritičari izjavili kako su produljeno igranje igre i novi sadržaji bili vrijedni dodaci koji su nastavke učinili zanimljivima kao i prvotne igre. 

## Pokémon Crystal
Pokémon Crystal sedma je igra serije Pokémon videoigara u Japanu, i šesta u Sjevernoj Americi i Europi. Igra je poboljšana inačica prethodnih dviju igara, Pokémon Gold i Silver. Igra je u Japanu puštena u prodaju 14. prosinca 2000. godine pod nazivom Pocket Monsters Crystal. U Sjevernoj je Americi puštena u prodaju 29. srpnja 2001. godine, te u Europi 1. studenog 2001. godine. Pokémon Crystal inačica bila je prva i jedina Pokémon videoigra namijenjena isključivo Game Boy Color dlanovnoj konzoli.
Zaplet i način igranja inačice Pokémon Crystal uvelike je nalik inačicama Gold i Silver, iako sadrži neke nove dodatke. Prva je Pokémon videoigra u kojoj igrač može izabrati spol svog lika, dok je u prethodnim inačicama igrač uvijek igrao muškim likom. Također, svi Pokémoni imaju animirane crteže; primjerice, kada Cyndaquil uđe u borbu, plamen na njegovim leđima će zatreperiti. Ova se osobina kasnije vratila u inačicama Pokémon Emerald, Diamond i Pearl. Uz to, dodano je nekoliko novih zapleta, uključujući Legendarnog Pokémona Suicunea, koji se našao na slici kutije ove igre, i Unowne. Ipak, najveći dodatak igre bio je Borbeni toranj, velika zgrada koja igraču dopušta borbe nalik one u Pokémon Stadiumu.
Pokémon Crystal inačica bila je manje uspješna od prethodnih Pokémon igara, no svejedno se prodala u pozamašnom broju, sveukupno u 2.10 milijuna kopija u Japanu, te 1.65 milijuna kopija u Sjedinjenim Američkim Državama. Kritike su bile blage, no česti komentari uključivali su nedostatak novih sadržaja koji bi igru odvojili od Gold i Silver inačica.